# Liste der Biografien/Stok
Liste der Biografien |
Portal Biografien |
Personensuche
# |
A |
B |
C |
D |
E |
F |
G |
H |
I |
J |
K |
L |
M |
N |
O |
P |
Q |
R |
S |
T |
U |
V |
W |
X |
Y |
Z |
?
 
Sa |
Sb |
Sc |
Sd |
Se |
Sf |
Sg |
Sh |
Si |
Sj |
Sk |
Sl |
Sm |
Sn |
So |
Sp |
Sq |
Sr |
Ss |
St |
Su |
Sv |
Sw |
Sy |
Sz
 
Sta |
Ste |
Sth |
Sti |
Stj |
Stl |
Sto |
Str |
Sts |
Stt |
Stu |
Stv |
Stw |
Sty
 
Stoa |
Stob |
Stoc |
Stod |
Stoe |
Stof |
Stog |
Stoh |
Stoi |
Stoj |
Stok |
Stol |
Stom |
Ston |
Stoo |
Stop |
Stoq |
Stor |
Stos |
Stot |
Stou |
Stov |
Stow |
Stox |
Stoy |
Stoz
Die Liste der Biografien führt alle Personen auf, die in der deutschsprachigen Wikipedia einen Artikel haben. Dieses ist eine Teilliste mit 115 Einträgen von Personen, deren Namen mit den Buchstaben „Stok“ beginnt.

## Stok
- Stok, Bram van der (1915–1993), niederländischer Kampfpilot zur Zeit des Zweiten Weltkriegs
- Stok, Jacobus van der (1794–1864), niederländischer Landschafts- und Vedutenmaler
- Stok, Witold (* 1946), polnischer Kameramann

### Stoka
- Stokar von Neuforn, Silke (* 1953), deutsche Politikerin (Bündnis 90/Die Grünen), MdL, MdB
- Stokar, Benedikt (1516–1579), französischer Hofrat Schweizer Herkunft
- Stokar, Hans (1490–1556), Schaffhauser Patrizier, Chronist und Pilger
- Stokar, Lotti (* 1955), Schweizer Politikerin (Grüne)
- Stokar, Sophie (1790–1823), Schaffhauser Sopranistin
- Stokar, Walter von (1901–1959), deutscher Apotheker, Prähistoriker und Hochschullehrer an der Universität Köln

### Stokb
- Stokbro, Andreas (* 1997), dänischer Radrennfahrer

### Stokd
- Stokdyk, Scott (* 1969), Oscar-prämierter Filmtechniker

### Stoke
- Stoke, Melis, niederländischer Autor
- Stokell, Ian (* 1959), britischer Sach- und Drehbuchautor
- Stokell, Rebecca (* 2000), irische Cricketspielerin
- Stokely, Charlotte (* 1986), US-amerikanische PornodarstellerinCharlotte Stokely (* 1986)

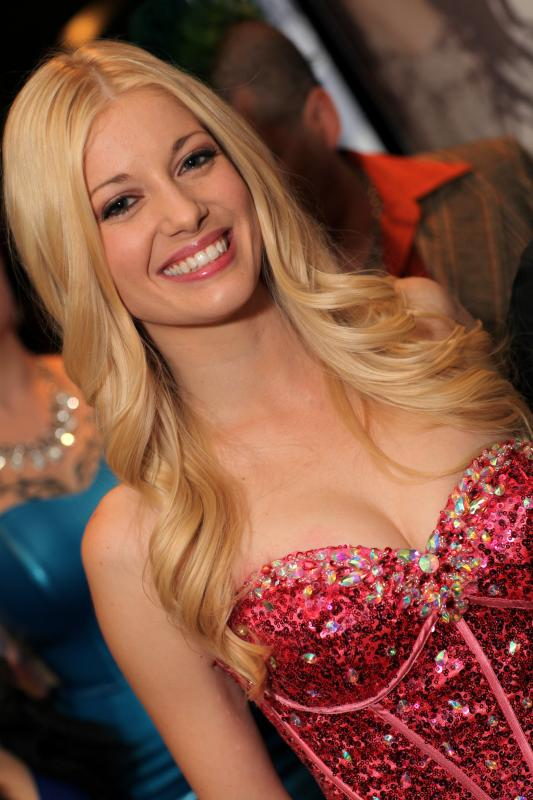
Charlotte Stokely (* 1986)

- Stokely, Samuel (1796–1861), US-amerikanischer Politiker (United States Whig Party)
- Stokem, Johannes de († 1487), franko-flämischer Komponist und Sänger der frühen Renaissance
- Stoker, Austin (1930–2022), US-amerikanischer Schauspieler
- Stoker, Bram (1847–1912), irischer SchriftstellerBram Stoker (1847–1912)

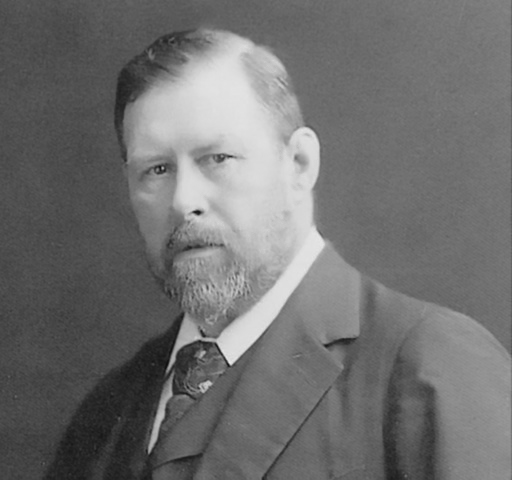
Bram Stoker (1847–1912)

- Stoker, Donald J. (* 1964), US-amerikanischer Militärwissenschaftler
- Stoker, Francis Owen (1867–1939), irischer Tennisspieler und Rugbyspieler
- Stoker, James J. (1905–1992), US-amerikanischer Mathematiker
- Stoker, Norma (1905–1962), irische Tennis- und Badmintonspielerin
- Stoker, Sam, britischer Wrestler
- Stokes, Adrian (1854–1935), britischer Landschaftsmaler
- Stokes, Adrian (1887–1927), irisch-britischer Bakteriologe
- Stokes, Adrian Scott (1854–1935), englischer Landschaftsmaler
- Stokes, Anson Phelps (1838–1913), US-amerikanischer Unternehmer, Bankier, Publizist und Philanthrop
- Stokes, Anson Phelps (1874–1958), US-amerikanischer Geistlicher und Philanthrop
- Stokes, Anthony (* 1988), irischer Fußballspieler
- Stokes, Barry (* 1944), britischer Schauspieler
- Stokes, Ben (* 1991), englischer Cricketspieler
- Stokes, Charles (1852–1895), irischer Missionar und Waffenhändler
- Stokes, Chase (* 1992), US-amerikanischer Filmschauspieler
- Stokes, Chris (* 1964), jamaikanischer Bobfahrer
- Stokes, Demi (* 1991), englische Fußballspielerin
- Stokes, Donald (1914–2008), britischer Industrieller
- Stokes, Donald E. (1927–1997), US-amerikanischer Politologe und Wahlforscher
- Stokes, Dudley (* 1962), jamaikanischer Bobfahrer
- Stokes, Edward C. (1860–1942), US-amerikanischer Politiker
- Stokes, Edward L. (1880–1964), US-amerikanischer Politiker
- Stokes, Eric (* 1999), US-amerikanischer American-Football-Spieler
- Stokes, Frank (1888–1955), US-amerikanischer Blues-Gitarrist
- Stokes, George Gabriel (1819–1903), irischer Mathematiker und PhysikerGeorge Gabriel Stokes (1819–1903)

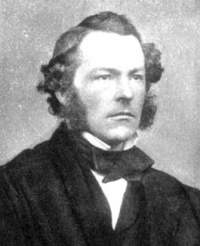
George Gabriel Stokes (1819–1903)

- Stokes, Herman (1932–1998), US-amerikanischer Dreispringer
- Stokes, J. William (1853–1901), US-amerikanischer Politiker
- Stokes, John Lort (1811–1885), britischer Marineoffizier
- Stokes, John P., US-amerikanischer Offizier, Generalmajor der US Air Force
- Stokes, Jonathan (1754–1831), britischer Botaniker und Mediziner
- Stokes, Kamau (* 1995), US-amerikanischer Basketballspieler
- Stokes, Kathleen (1916–2003), britische Sprinterin
- Stokes, Lawrence D. (1940–2007), kanadischer Historiker
- Stokes, Louis (1925–2015), US-amerikanischer Jurist und Politiker (Demokratische Partei)
- Stokes, Lowe († 1983), US-amerikanischer Old-Time-Musiker
- Stokes, Margaret (1832–1900), irische Altertumswissenschaftlerin, Illustratorin historischer irischer Kunstgegenstände und Autorin
- Stokes, Marianne (1855–1927), österreichisch-britische Malerin
- Stokes, Maurice (1933–1970), US-amerikanischer Basketballspieler
- Stokes, Montfort (1762–1842), Gouverneur von North Carolina
- Stokes, Peter, walisischer Squashspieler
- Stokes, Richard (1897–1957), britischer Politiker der Labour Party und Mitglied des House of Commons
- Stokes, Rose Pastor (1879–1933), US-amerikanische Aktivistin, Autorin und Frauenrechtlerin
- Stokes, Ruby (* 2000), britische Schauspielerin
- Stokes, Shelly (* 1967), US-amerikanische Softballspielerin
- Stokes, Susan (* 1959), US-amerikanische Politikwissenschaftlerin
- Stokes, Tim, englischer Badmintonspieler
- Stokes, Tony (* 1987), englischer Fußballspieler
- Stokes, Trinitee (* 2006), US-amerikanische Schauspielerin und Sängerin
- Stokes, W. Royal (1930–2021), US-amerikanischer Altphilologe, Althistoriker, Rundfunkmoderator und Jazzautor
- Stokes, Walter (1898–1996), US-amerikanischer Sportschütze
- Stokes, Whitley (1830–1909), irischer Rechtsanwalt und Gelehrter
- Stokes, Wilfred (1860–1927), britischer Ingenieur und Erfinder des Stokes-Mörsers
- Stokes, William (1804–1878), irischer Arzt
- Stokes, William Brickly (1814–1897), US-amerikanischer Politiker
- Stokes-Munton, Suzanne (* 1956), Hairstylistin und Perückenmacherin beim Film
- Stokey, Mike (1918–2003), US-amerikanischer Fernsehmoderator, Fernseh- und Filmproduzent, Drehbuchautor und Schauspieler
- Stokey, Mike (* 1946), US-amerikanischer Schauspieler, Drehbuchautor, Militärberater und ehemaliger Soldat
- Stokey, Nancy (* 1950), US-amerikanische Wirtschaftswissenschaftlerin
- Stokey, Suzy (* 1957), US-amerikanische Schauspielerin

### Stokh
- Stokholm, Anna (* 1988), dänische Schauspielerin
- Stokholm, Nicolai (* 1976), dänischer Fußballspieler
- Stokhuyzen, Kick (1930–2009), niederländischer Fernsehmoderator und Synchronsprecher

### Stokk
- Stokkan, Ketil (* 1956), norwegischer Sänger und Songwriter
- Stokke, Halvdan Eyvind (1900–1977), norwegischer Politiker (Arbeiterpartei), Mitglied des Storting und Eisenbahnmanager
- Stokke, Melanie (* 1996), norwegische Tennisspielerin
- Stokkebø, Aleksander (* 1994), norwegischer Politiker
- Stokkel, Joop (* 1967), niederländischer Schwimmer und Reiter
- Stokkeland, Espen (* 1968), norwegischer Segler
- Stökken, Christian von (1633–1684), deutscher Schriftsteller
- Stökken, Gerhard von (1629–1681), deutscher Jurist und Hochschullehrer
- Stökken, Heinrich von (1657–1690), deutscher Pastor
- Stokken, Martin (1923–1984), norwegischer Skilangläufer und Leichtathlet
- Stokker, Lily van der (* 1954), niederländische bildende Künstlerin

### Stokl
- Stökl Ben Ezra, Daniel (* 1970), deutscher Judaist und Spezialist für antikes Judentum und frühes Christentum
- Stökl, Andreas (1939–2006), deutscher evangelischer Theologe und Bischof der Evangelisch-Lutherischen Kirche in Georgien
- Stökl, Günther (1916–1998), deutscher Osteuropahistoriker und Hochschullehrer
- Stökl, Helene (1845–1929), deutsch-österreichische Schriftstellerin
- Stoklasa, Julius (1858–1936), tschechischer Agrikulturchemiker
- Stoklasa, Lutz (* 1949), deutscher Schwimmer
- Stoklos, Randy (* 1960), US-amerikanischer Volleyball- und Beachvolleyballspieler
- Stokłosa, Henryk (* 1949), polnischer Unternehmer und Politiker, Mitglied des Sejm
- Stokłosa, Janusz (* 1954), polnischer Pianist und Komponist
- Stokloßa, Eric (* 1979), deutscher Opernsänger (Tenor)
- Stoklossa, Paul (1887–1927), deutscher Journalist und Zeitungswissenschaftler
- Stoklund, Rasmus (* 1984), dänischer Politiker (Socialdemokraterne), Folketing-Mitglied und Steuerminister

### Stokn
- Stoknes, Per Espen (* 1967), norwegischer Umweltpsychologe und Politiker

### Stoko
- Stokoe, Kenneth, US-amerikanischer Bauingenieur
- Stokoe, William (1919–2000), US-amerikanischer Linguist, erforschte die American Sign Language
- Stokou, Despina (* 1978), griechische Malerin
- Stokowski, Leopold (1882–1977), englischer Dirigent
- Stokowski, Margarete (* 1986), polnisch-deutsche Autorin und Kolumnistin
- Stokowski, Oliver (* 1962), deutscher SchauspielerOliver Stokowski (* 1962)

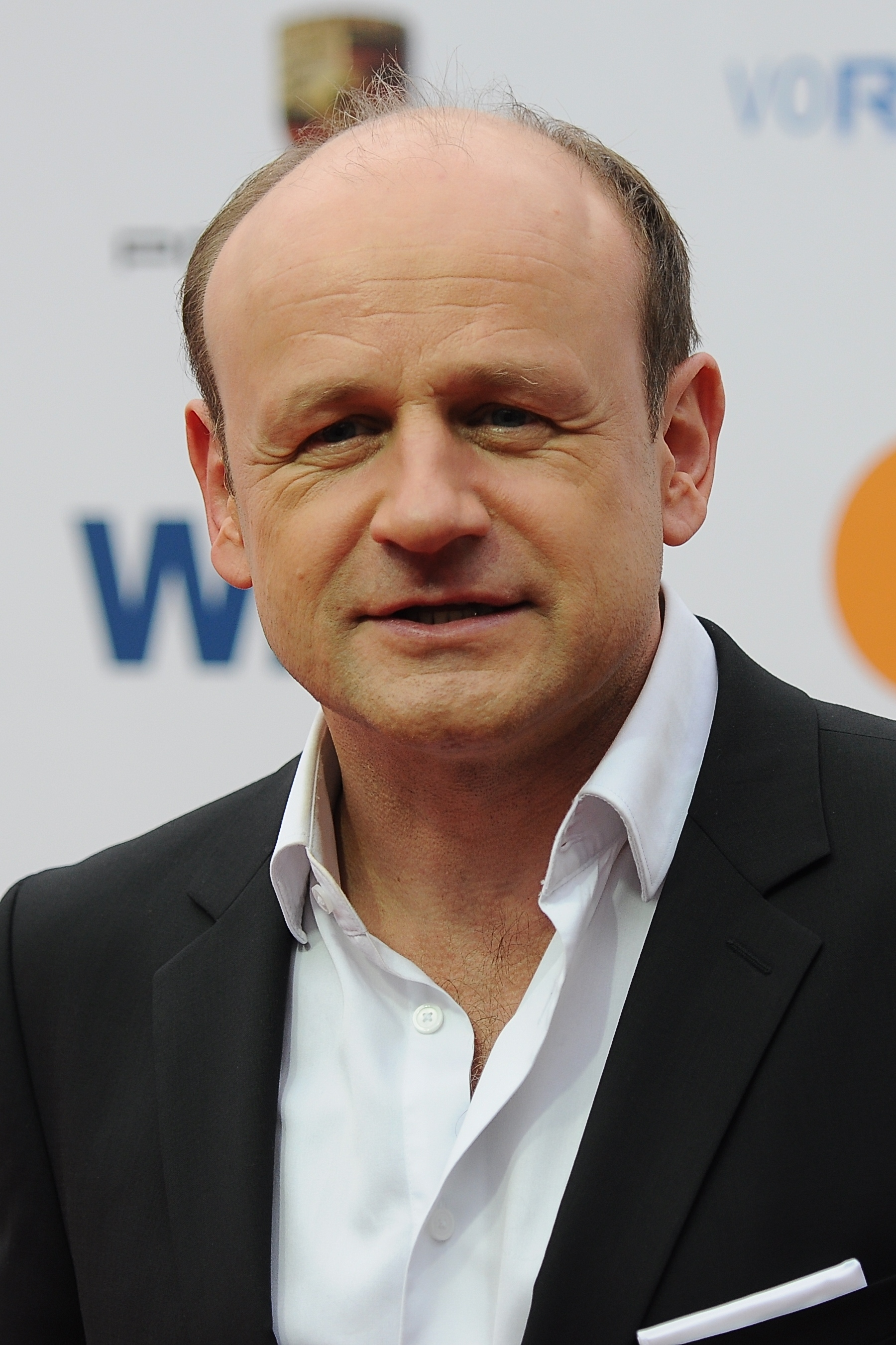
Oliver Stokowski (* 1962)

### Stoks
- Stokstad, Marte (* 1978), norwegische Moderatorin

### Stokv
- Stokvis, Berthold (1906–1963), niederländischer Spezialist für Psychosomatik und Hypnose
- Stokvis, Rudolf (* 1943), niederländischer Ruderer
- Stokvis, Willemijn (* 1937), niederländische Kunsthistorikerin